# Вілянівський палац
Вілянівський (Вілянувський) палац, або Вілянув (пол. Pałac w Wilanowie) — садово-палацовий ансамбль доби бароко в Варшаві. Вілянув занесений до переліку найцінніших зразків культури Польщі. Місце розташування музею у Вілянові.

## Історія
Палац було збудовано для польського короля Яна III Собеського. Спочатку споруда мала єдиний блок, завершувався бічними вежами. Палац не задовольнив дружину короля Марію Казимиру, його збільшили прибудовою бічних корпусів. З часом виникло парадне подвір'я-курдонер, інші службові приміщення.
Зберігся генплан ансамблю 1682 року. Палацові будівлі розплановані симетрично центральній осі; з трьох боків оточені стриманим бароковим садом. З тераси палацу були сходинки до штучних ставків.
Пізніше ансамбль розширили. Симетричний стриманий сад бароко, ставки знищили. Парк збільшили, частково зберігши регулярні частини, й додали пейзажні ділянки, на яких виникли нові будівлі в історичних стилях неоготики (мавзолей Потоцького), неокласицизму (костел Св. Анни), шинуазрі (альтанка) тощо.
У 1733 році палац Вілянув частково зруйнували і пограбували російські війська. У такому стані його успадкувала дочка Любомирської Олександра та її чоловік — Станіслав Потоцький. За його ініціативою в 1805 році в палаці Вілянова був відкритий музей, доступний для усіх охочих.

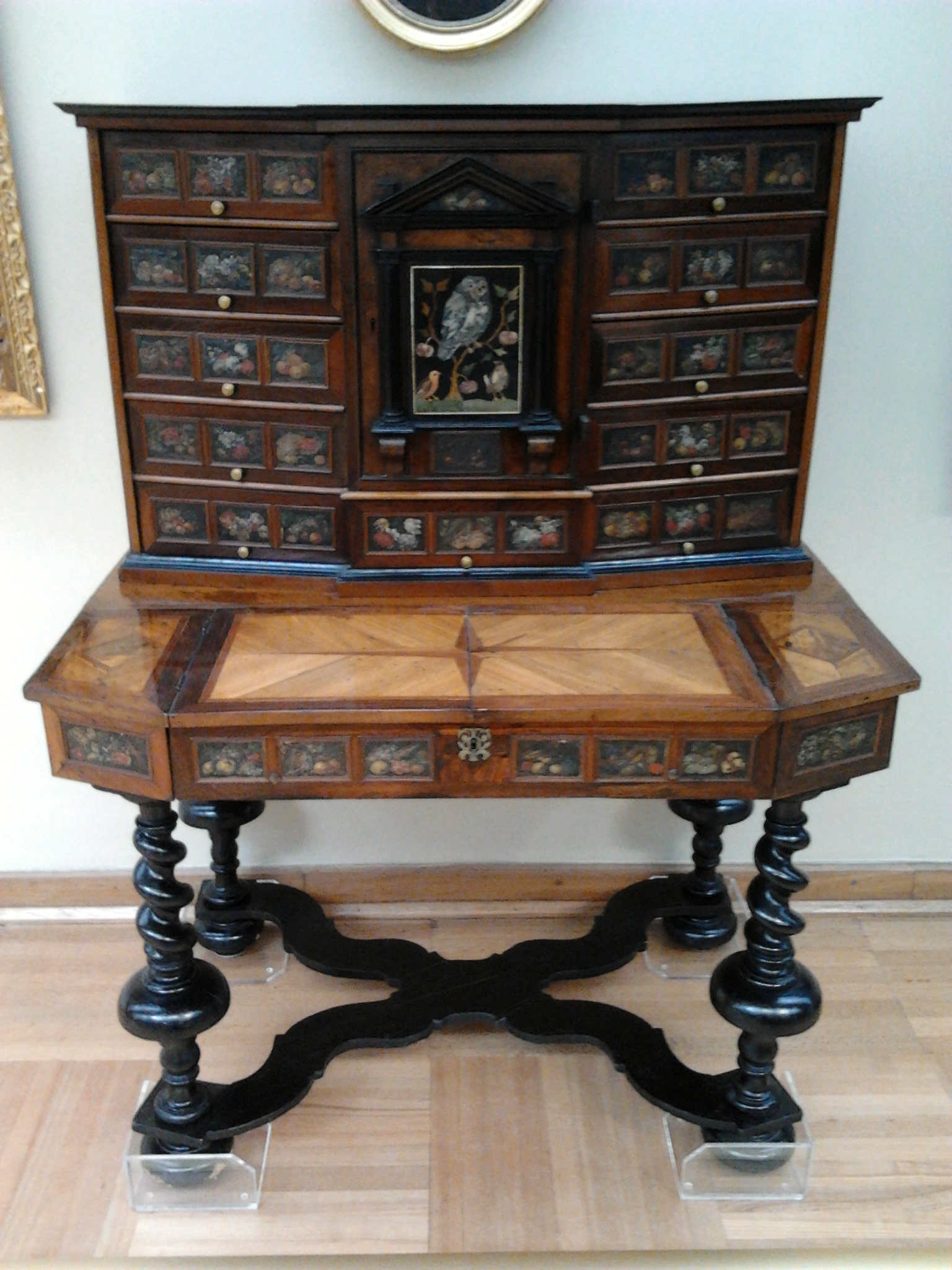
Палац Вілянов, кабінет італійських майстрів. Третя чверть 17 ст.

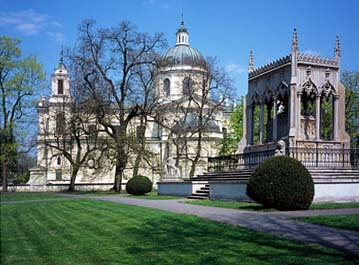
Костел Св.Ганни й мавзолей Потоцького
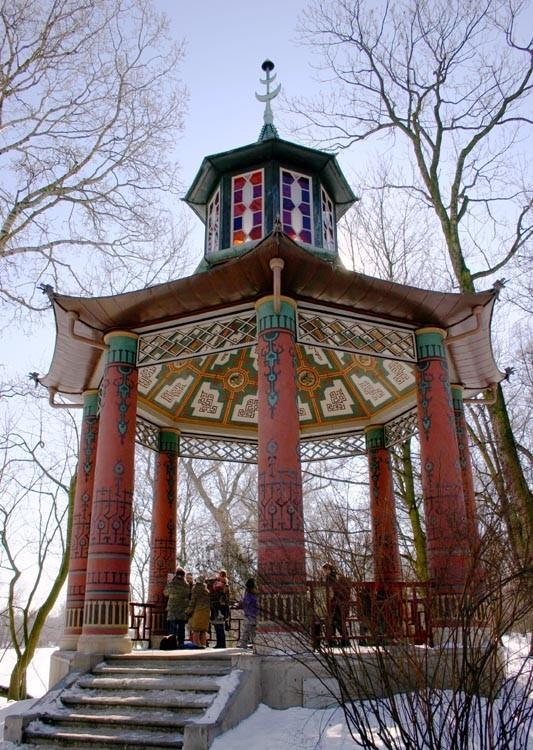
Альтанка в стилі шинуазрі (китайщина)
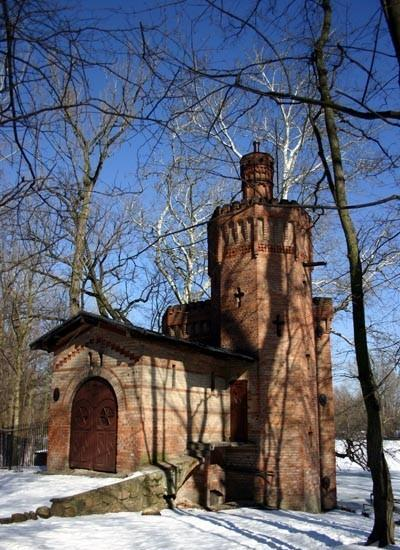
Водонагнітна вежа

Під час 2-ї світової війни палац Вілянув сильно постраждав, а колекції були пограбовані німецькими нацистами. У повоєнні роки палацовий ансамбль відновили за проектом Герарда Цьолека.
У 1954 році було проведено першу загальну реконструкцію, під час якої палац відновив свій первісний вигляд. В 1962 році палац було відкрито для громадськості як філію Національного музею у Варшаві.
До колекції палацу повернулася більшість викрадених скарбів мистецтва. Серед них портрети художників Марчелло Баччареллі, Луї де Сільвестра, Бернардо Белотто, Помпео Батоні, Жака-Луї Давіда тощо.

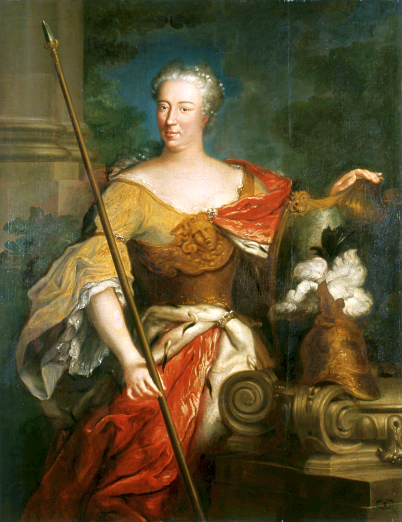
Луї де Сільвестр. Ельжбета Сенявська у вигляді Мінерви
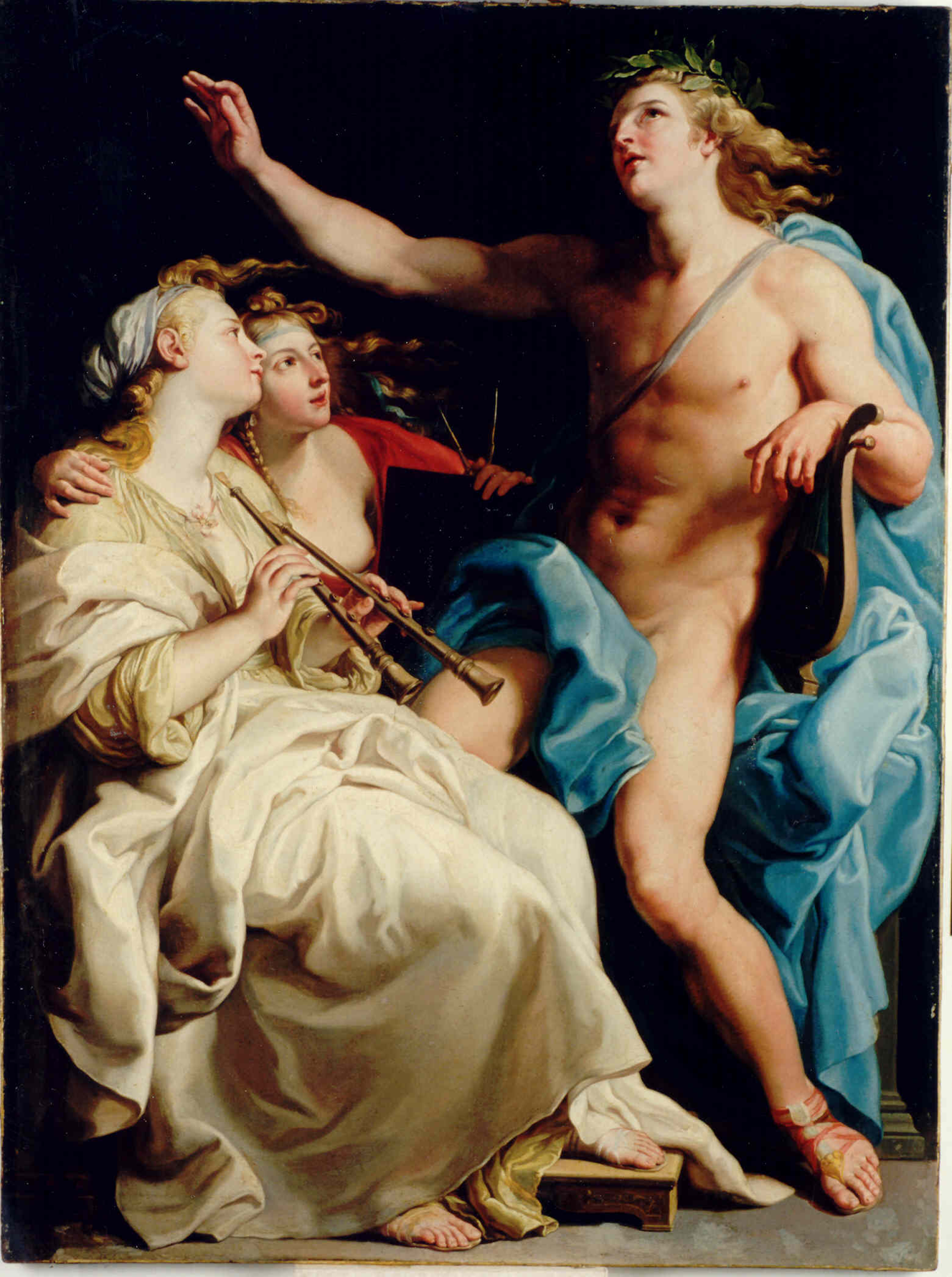
Помпео Батоні. Аполлон і дві музи
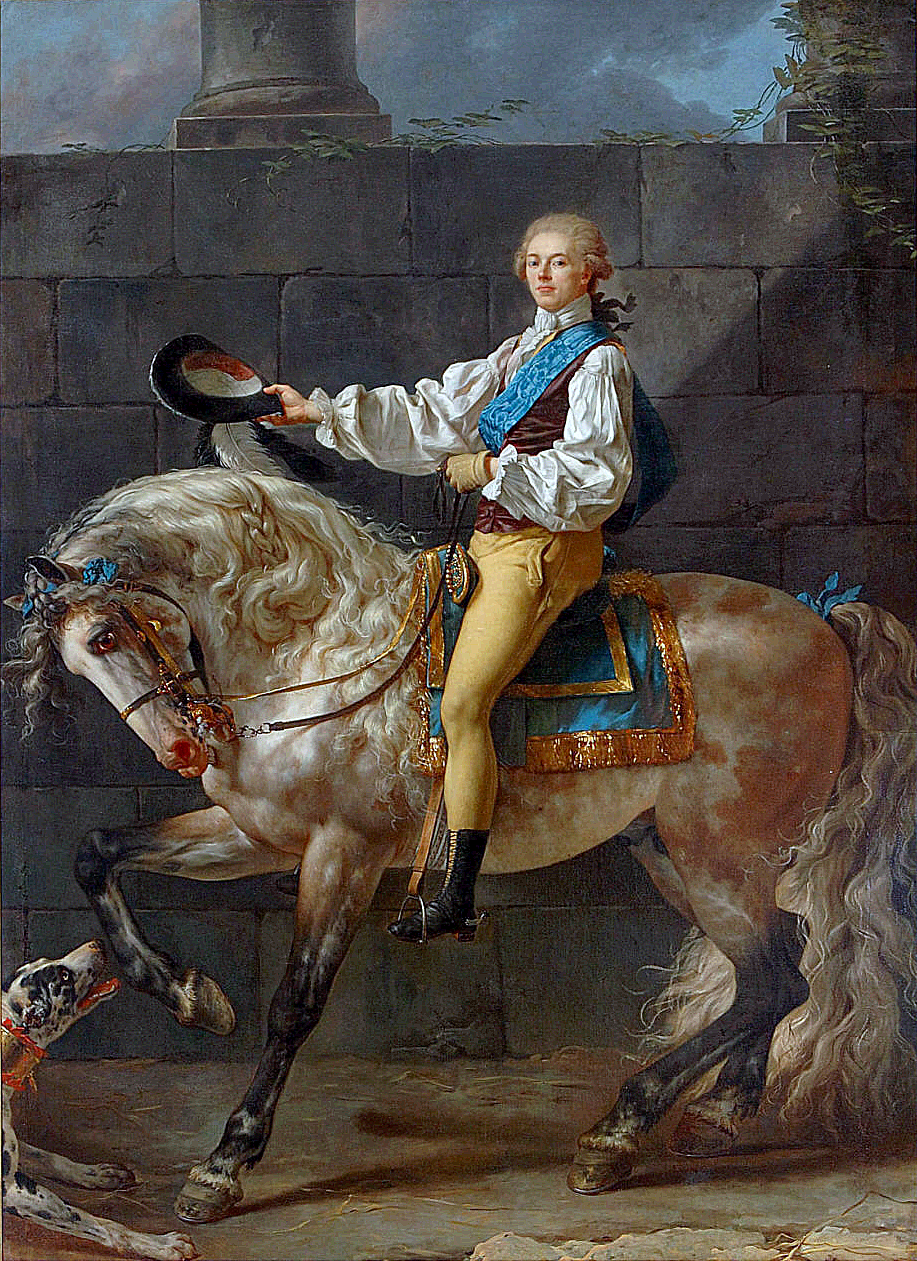
Жак-Луї Давід. Кінний портрет Станіслава Костки Потоцького
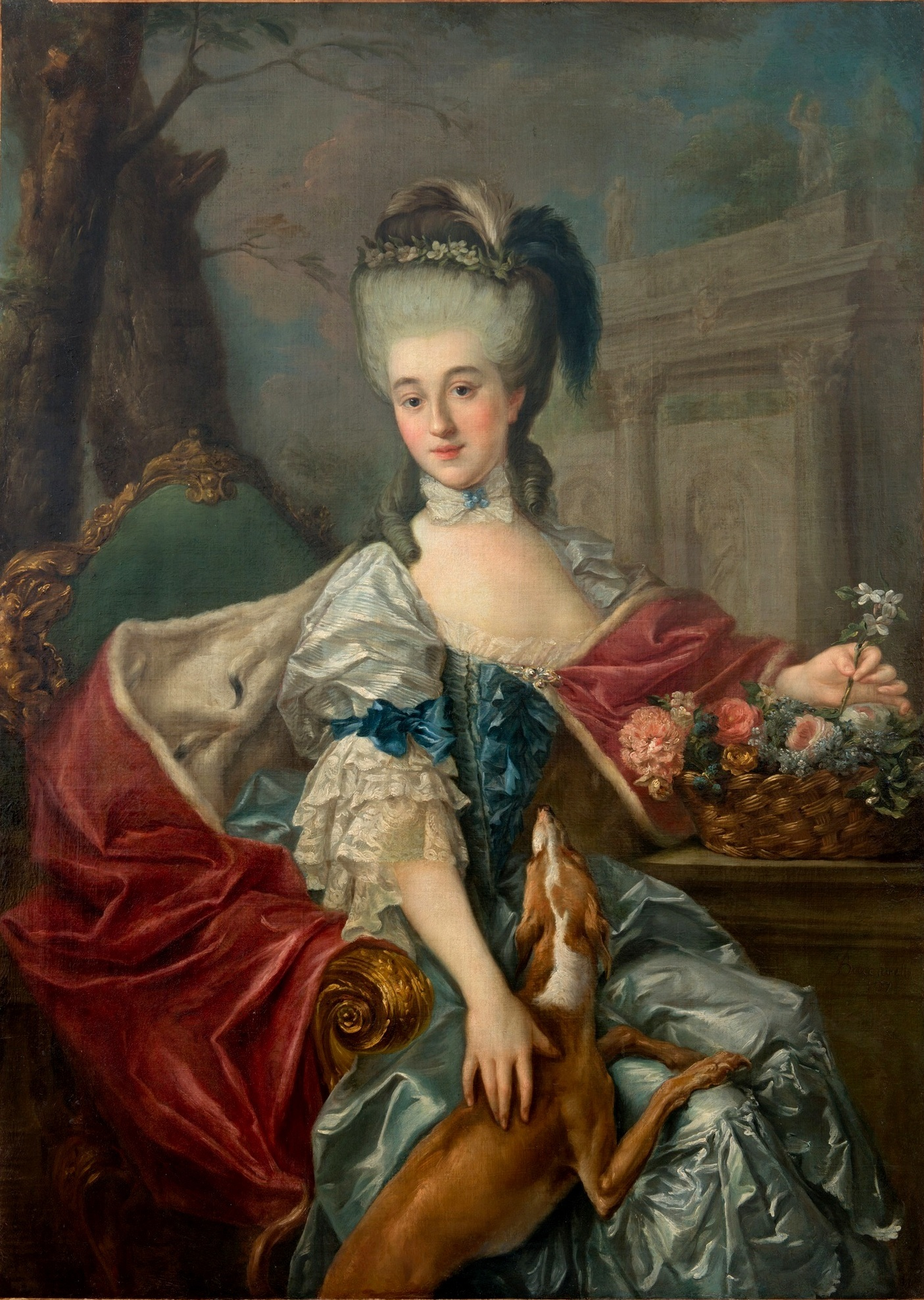
Марчелло Бачареллі. Портрет Ізебели Любомирської

## Архітектурні вирішення
Несучі конструкції палацової будівлі муровані з повнотілої цегли . Конструкція даху — дерев'яні крокви.
Архітектура палацу є унікальним прикладом різних будівельних традицій, що нагадують польські аристократичні особняки з боковими вежами, італійські заміські вілли та французькі палаци.

## Періоди реставрації

### Реставрація у 1954—1962рр.
У післявоєнний період було вирішено повернути Вілянуву його колишню велич шляхом реставрації будівлі. В результаті архівних та натурних досліджень, а також дискусій, які було проведено польськими реставраторами, мистецтвознавцями та архітекторами, було розроблено детальний план проведення реставраційних робіт. Беручи до уваги факт, що палац Вілянув не є стилістично однорідною забудовою, адже має виразно виділені частини з XVII, XVIII и XIX століть, було вирішено зберегти стильові ознаки цих частин. Фасади залишили з домінуючими в масі рисами стилю бароко, інтер'єри центральної частини палацу відновили до вигляду, який вони мали в XVII—XVIII століттях, південного крила — кінця XVIII — початку XIX століття, північного крила — XIX століття. Елементи інтер'єрів, які палац здобув у ХХ столітті, було ліквідовано.
Оскільки палац планували перетворити на музей, потрібно було також пристосувати його до цієї функції. Перший поверх, який мав найцінніші експонати, повністю перетворили на експозиційний простір. На другому поверсі у кімнатах, які не мали елементів важливої історичної цінносі, організували приміщення галерей художнього мистецтва, майстерні для наукових досліджень та реставраційних робіт, бібліотеку, склад для мистецьких колекцій, бюро, службові риміщення. Підвальний поверх було пристосовано для розміщення гардеробу, приймальні, лекційної зали.

#### Технічні та консерваційні роботи
Головними задачами консерваційних робіт були запобігання руйнуванню, забезпечення вогнестійкості старих конструкцій, заміна покриття даху, запобігання появи грибка. Після демонтування кам'яної підлоги та паркету на першому поверсі, було виконано розширення підвальних приміщень для подольшого пристосування їх для потреб відвідувачів. Зовнішні стіни було теплоізольовано. Роботи, пов'язані зі збереженням даху, перш за все зосереджувались на заміні дерев'яних балок на залізобетонні. Обшивку з дошок було покрито вогнестійкими речовинами. Під час робіт було усунуто пошкоджені комахами дерев'яні елементи конструкцій у південному крилі палацу; на  їх місце встановили нові з аналогічними різьбленнями. Для укріплення несучих стін було вирішено встановити по контуру кожного віконного отвору сталеві рами, які спаювались з балками. Дрібні отвори у стінах було забетоновано.
Також було реконструйована частина палацу з королівськими купальнями, що були добудовані в XVIII столітті. Через високу вологість конструкції цих приміщень перебували в критичному стані, тому їх було укріплено залізобетоном та гідроізоляційними матеріалами.
Систему опалення палацу вирішили наступним чином: приміщення з найціннішими елементами обладнали пристроями автономного регульованого опалення, а інші приміщення підключили до центрального опалення, джерелом теплопостачання якого була окремо споруджена котельня.
В склад художнього оздоблення палацу, пов'язаного з його архітектурою, входять картини, написані на полотні (плафони, фризи, супрапорти, панно), а також настінний розпис (на стінах, карнизах, стелях).
Консервація картин, написаних на полотні, незважаючи на їх поганий стан, не становила особливих труднощів. Після проведених лабораторних досліджень, було детально встановлено ступінь руйнування і в зв'язку з цим встаноновлено відповідний метод консервації. Деякі картини відреставровано «голандським» методом: з деяких частин картини видаляється ретуш та потемнілий лак, поверхню картини покривають лаком зі смоли; для додаткового захисту в цю суміш додають віск. На деяких картинах було виявлено оригінальні підрамники з двох частин, з'єднаних за допомогою клинів. В настінному розписі часто зустрічаються подвійні та потрійні нашарування, тому такі розписи потребують відновлення свого первісного вигляду. У Великій Залі центрального корпусу було відкрито фрагменти живопису XVII століття, а також орнаменти на відкосах вікон. Ці елементи були реконструйовані. Найціннішим відкриттям стали добре збережені зображення на сходовій клітці, виконаних в техніці «al secco», зроблених під гобелени.

### Реставрація у 2003—2012р.р.
Під час проведення зондування фасадів реставратори виявили старі пігменти часів Яна III Собеського. Тому було вирішено повернути палацу його первісний вигляд. Було врятовано 20 % оригінального тинькування, на основі якого провели дослідження пофарбувань та відновлено кольористику усіх фасадів палацу. Реконструкція фасадів полягала не лише в розписі стін, а й у відновленні скульптур та ліпнини. Всього було 576 елементів.

### Реставрація у 2014р.

#### Консерваційні роботи в залі для бенкетів
Реставраційні роботи охоплювали інтер'єр бенкетної зали на верхньому поверсі основного корпусу палацу, а також її сходи. В оформлення інтер'єру входять різні прикраси. Усі стіни розписані та орнаментовані статуями і барельєфами з початку XVIII століття. Стелі оздоблені ліпниною ХІХ-го століття. Подібні настінні елементи прикрашають обидві сходові клітки зали.
Консервація розпочалася з підготовки фотографічної та описової документації. У багатьох місцях консерватори робили стратиграфічні відкриття. Було взято зразки лакофарбових шарів. Тріщини у стінах було заповнено спеціальними ін'єкціями для запобігання їх подальшого розкриття. Картини було очищено від забруднення, внаслідок чого їхні кольори стали помітно яскравішими. Було вилучено вторинне покриття на стінах зали та сходів, завдяки чому відкрили оригінальні розписи ХІХ-го століття.
Після цього оздоблення стіни було реконструйовано шляхом проведення двох типів консерваційних робіт. Невеликі дефекти було усунуто шляхом ретушування з використанням графічних пристроїв. В місцях, де очищення призвело до значної втрати художніх елементів живопису, частина картин потребувала відновлення. Нові накладені шари трохи відрізняються від оригінального малюнка, завдяки чому можна ідентифікувати відновлені та оригінальні деталі.

#### Консерваційні роботи в кабінеті «Три вікна»
Кабінет розташований на першому поверсі основного корпусу палацу. Реставрація у кабінеті «Три вікна» розпочалося з підготовки фотографічної та описової документації. Поверхні стін було досліджено стратиграфічним методом, щоб визначити оригінальні та вторинні покриття. З барельєфів була вилучена вторинна гіпсова шпаклівка.
Після вищезгаданої початкової роботи було накладено нову шпаклівку, яка вирівняла поверхні стін. Крім того, було завершено підготовку поверхонь для відновлення оригінальної позолоти.

#### Консерваційні роботи в «Тихій кімнаті»
«Тиха кімната» — це кімната, розташована безпосередньо над королівською спальнею. Стіни та склепіння приміщення покриті фресками 17 століття, написаними Єжи Елеутером Шимоновичем-Семігіновським. На жаль, ці фрески підлягали багатьом втручанням і були настільки пошкоджені, що потребували повторного відновлення.  Внаслідок зняття вторинних нашарувань фрески показали повну міру шкоди, яку вони зазнали протягом століть. Консерватори укріпили стіни піщаним розчином, після чого відновили оригінальне оздоблення.

#### Реставрація картин та скульптур з колекцій музею
Було проведено серію досліджень, на підставі яких відреставровано низку витворів мистецтва, які перебували в занедбаному стані. До їх складу входили портрети XVIII-го та ХІХ-го століття, 6 китайських скульптур жінок з XVIII-го століття, східних скриньок, декорованих лаком, два англійські годинники в поліхромному корпусі, крісла ХІХ-го століття, камін (близько 1735 р.) та ще 356 полотен.
Роботи охоплювали повний спектр охоронних та запобіжних заходів. Технологічні аналізи, оцінки технік та експертизи лакофарбових покриттів та матеріалів, проведені консерваторами та фахівцями в наукових лабораторіях, розширили  знання про музейні колекції.

#### Дослідження інтер'єрів палацу за допомогою сканування
Було детально досліджено оздоблення 28 інтер'єрів палацу. Основою досліджень була фотограмметричне сканування, за допомогою якого було створено понад 3500 оцифрованих об'єктів палацу.

#### Реконструкція існуючої системи холодної води для можливості подальшого її використання у випадку пожежі
Система холодної водопостачання потребувала реконструкції, щоб підсилити безпеку експонатів музею. Для цього потрібна відповідна пожежна охорона.

### Реставрація у 2017р.

#### Реконструкція даху північної частини палацу у Вілянуві
Робота полягала у заміні даху, встановленого більше півстоліття тому, новим покриттям з міді та встановленні гідроізоляції. Збереження робіт також проводилися на чотирьох кам'яних скульптурах, що прикрашають мансарду палацу. Ці скульптури були демонтовані на період реставрації даху. Варто зазначити, що одна скульптура має вагу більше 750 кг. Також було встановлено мансардні вікна, щоб забезпечити додаткове світло у галереї, розташованій на верхньому рівні  у північному крилі.

## Палац Вілянів: історичні краєвиди

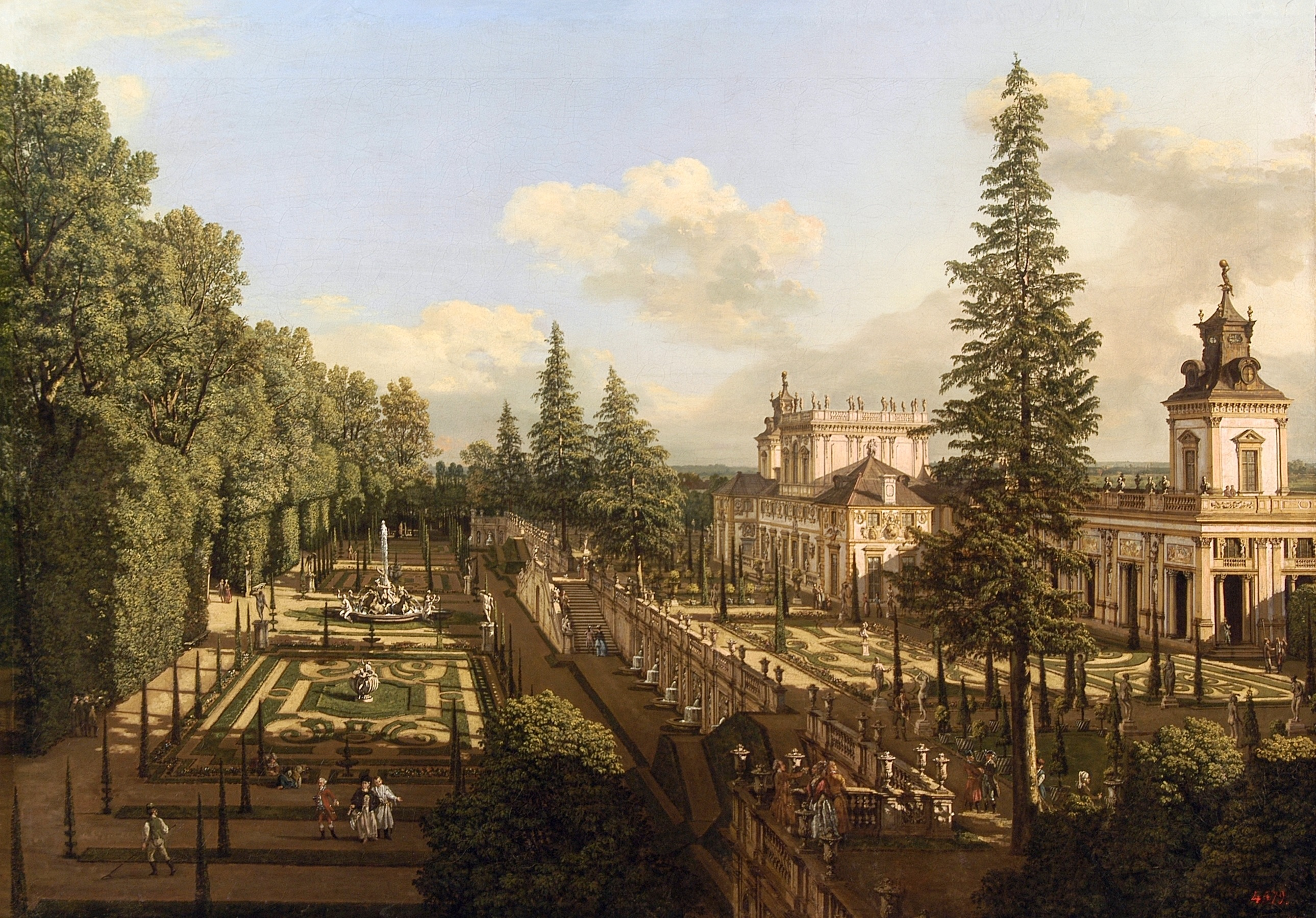
Бернардо Белотто. Вілянув з північного боку. 1777 р.
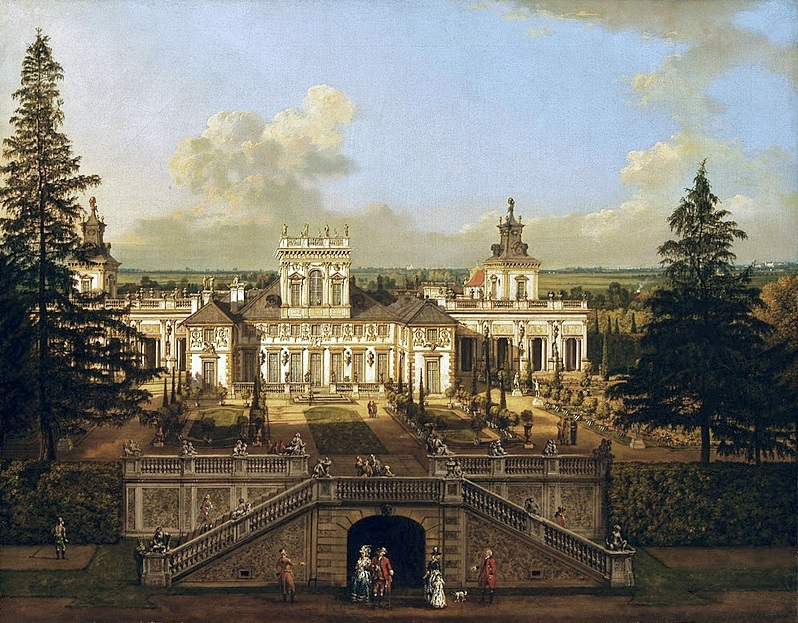
Бернардо Белотто. Палац Вілянув з боку барокового саду. 1770 р.
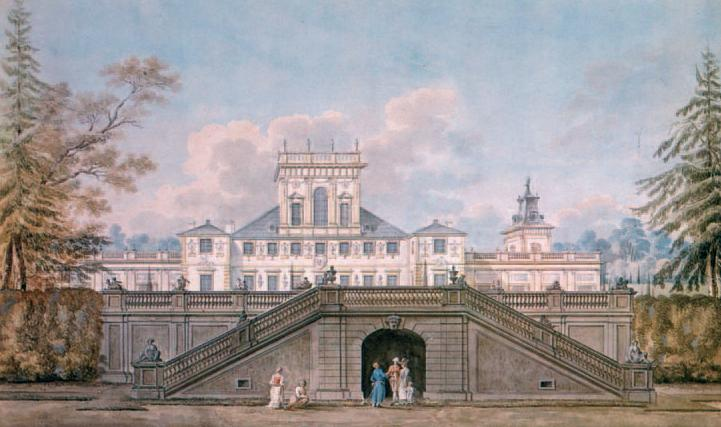
Зиґмунт Фоґель. Вілянув з боку барокового саду у 1791-1792 рр.
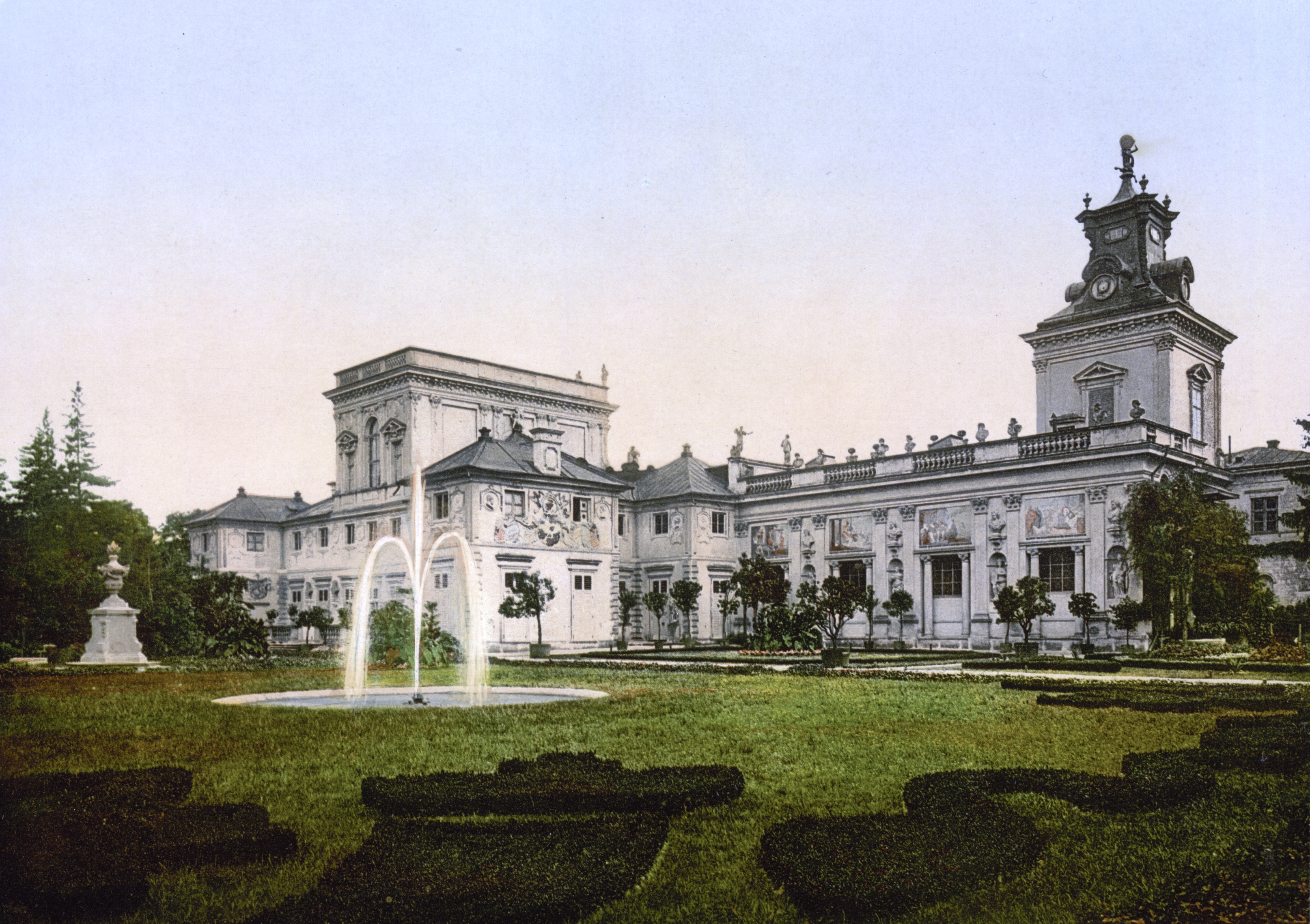
Вілянув, кольорова гравюра 1900-хх рр.

## Сучасний стан палацу

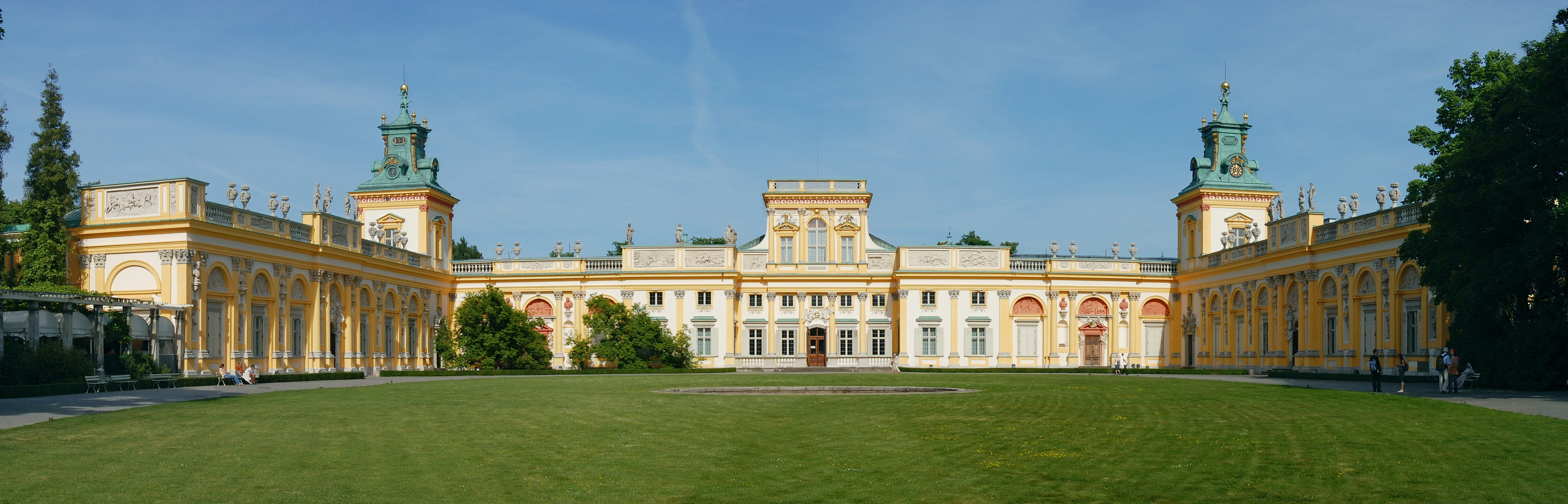
Палац Вілянув. Курдонер